# Сіндерен
Сіндерен (нід. Sinderen) — село в нідерландській провінції Гелдерланд. Входить до муніципалітету Ауде-Ейсселстрек.